# 日野水口有料道路

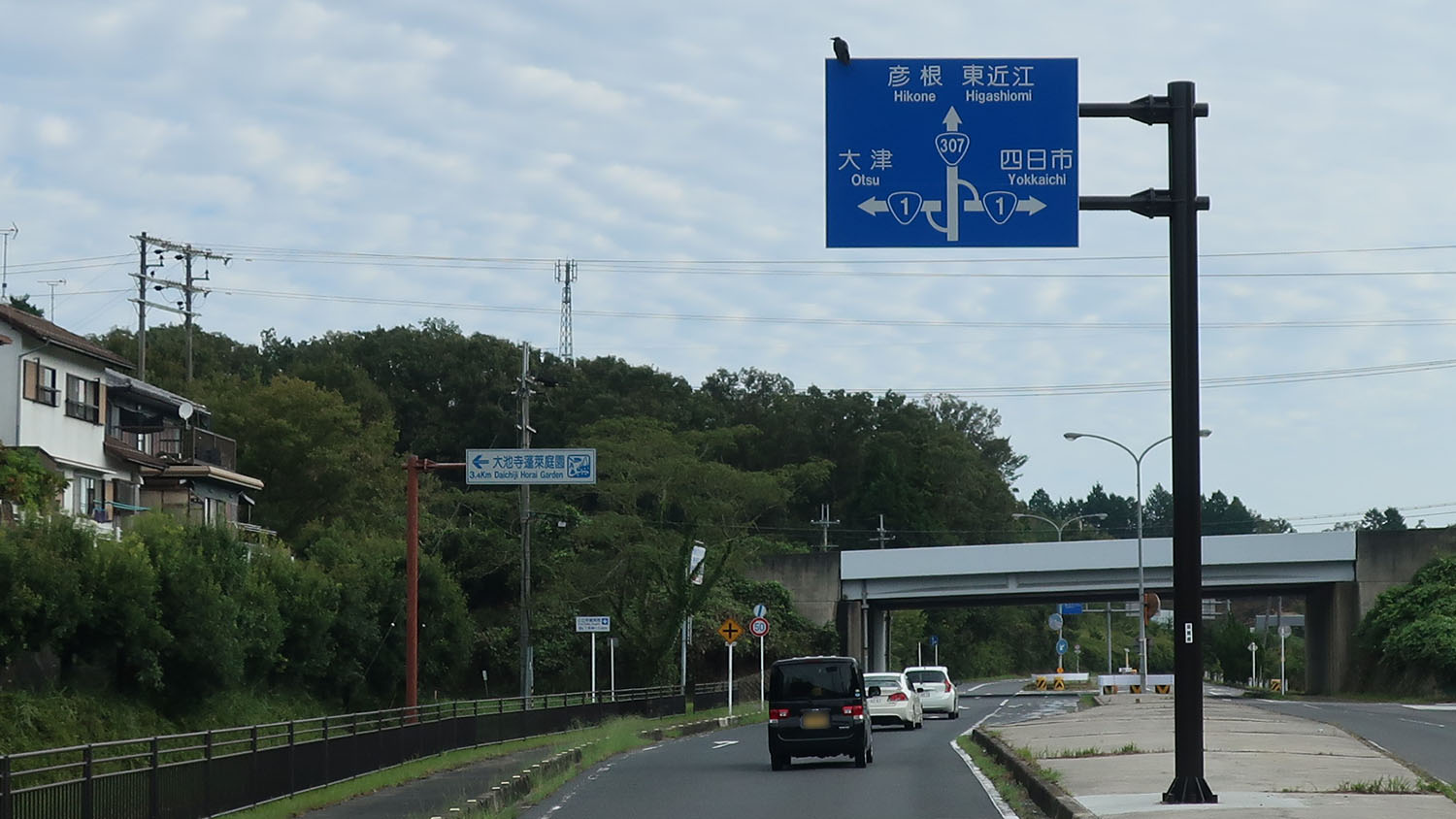
日野水口グリーンバイパス
(国道1号との交差)
滋賀県甲賀市水口町水口

日野水口有料道路（ひのみなくちゆうりょうどうろ）は、起点を滋賀県蒲生郡日野町日田、終点を甲賀市水口町水口とするかつての有料道路である。
国道307号のバイパスであり、日野水口グリーンバイパスの愛称がある。
1980年（昭和55年）10月5日に開通し、2010年（平成22年）10月5日に無料開放された。

## 歴史・概要
滋賀県道路公社が管理する国道307号のバイパス（有料道路）として、1980年（昭和55年）10月5日に開通した。
現道を経由する場合と比べて11分ほどの所要時間短縮、水口町（当時）での大型車通行規制の解消が効果として現れた。
2001年（平成13年）度実績の利用が計画の約40%に留まるなど利用が低迷し、その後も減少傾向が続いたことから建設時の債務を全額償還することが困難となり、2005年（平成17年）には料金徴収期間が満了する2010年（平成22年）度の時点で建設費の債務のうち約11億円が残る見込みとされた。
そのため、2006年（平成18年）3月に滋賀県の包括外部監査人公認会計士が早期無料化が妥当との監査結果を報告したが、結局無料化は2010年（平成22年）10月5日となった。
管理は、近江鉄道に委託されている。　

### 路線データ
- 路線名 : 国道307号[3]
- 起点 : 滋賀県蒲生郡日野町日田[4]
- 終点 : 滋賀県甲賀市水口町水口[4]
- 延長 : 7.0km[4]
- 幅員：8.0m[4]
- 事業費 : 約28億円[4]
- 料金徴収期間 : 30年間
- 無料開放 : 2010年（平成22年）10月5日[3]

## 有料当時の通行料金
| 車種       | 料金  |
| ---------- | ----- |
| 軽自動車等 | 150円 |
| 普通車     | 200円 |
| 大型車(1)  | 310円 |
| 大型車(2)  | 730円 |
| 軽車両等   | 20円  |

※ 歩行者・自転車無料
料金徴収時間は5時-22時で左記以外の時間帯は無料開放していた。